# 운두아비그라칠레주머니쥐
운두아비그라칠레주머니쥐 또는 운두아비가냘픈주머니쥐(Cryptonanus unduaviensis)는 남아메리카에서 발견되는 주머니쥐의 일종이다. 볼리비아 북부의 토착종으로 계절적으로 범람하는 초원에서 발견된다. 보스 등(Voss et al.)이 인정한 이 종에 속하는 표본 일부는 이전에는 날쌘그라칠레주머니쥐(Gracilinanus agilis)의 아종 unduaviensis 또는 buenavistae으로 분류했다.